# Talp daurat del Congo
El talp daurat del Congo (Calcochloris leucorhinus) és una espècie de talp daurat originària d'Angola, el Camerun, la República Centreafricana, la República del Congo i la República Democràtica del Congo. Els seus hàbitats naturals són els boscos secs tropicals o subtropicals, els boscos humits tropicals o subtropicals, les montanes humides tropicals o subtropicals, les terres arables, les pastures, les plantacions i els jardins rurals.